# گمینا کارلینو
گمینا کارلینو (به لهستانی:  Gmina Karlino) یک گمینا در لهستان است که در شهرستان بیاووگارد واقع شده‌است. گمینا کارلینو ۱۴۱٫۰۲ کیلومتر مربع مساحت و ۹٬۱۶۸ نفر جمعیت دارد.